# Juan Senén Contreras

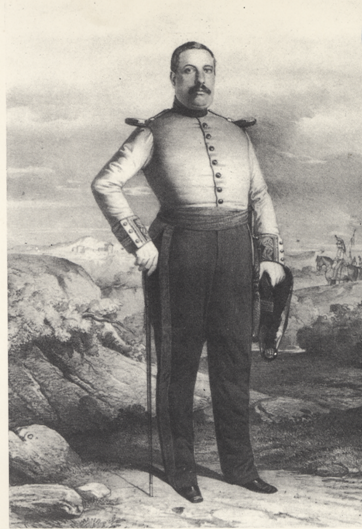
Juan Senén de Contreras

Juan Senén de Contreras (* 30. Juli 1760 in Toledo; † 1. Oktober 1826 in Madrid) war ein spanischer General.

## Leben
Contreras bereiste seit 1787 im Auftrag Karls III. England, Frankreich, Preußen, Österreich und Russland und betrieb dort Militärstudien. 1788 nahm er als Beobachter am Russisch-Österreichischen Türkenkrieg teil und war unter anderem dabei, als Friedrich Josias von Sachsen-Coburg-Saalfeld die Festung Chotyn erobert.
Nach seiner Rückkehr, gab er 1791 sein Reisetagebuch und eine Geschichte des türkischen Feldzugs von 1788 heraus. Nach Ausbruch des Krieges gegen Frankreich 1808 wurde er von der Junta von Sevilla beauftragt, in den Regionen Alentejo und Algarve Guerillakrieg zu führen. Er organisierte daraufhin in den Gebieten Volkserhebungen und leistete dem französischen Kommandeur Andoche Junot erfolgreich Widerstand. Dann zog er sich mit dem Herzog von El Infantado Pedro Alcántara de Toledo y Salm-Salm in die Sierra Morena zurück. Bei Montrion hielt er mit 11.000 Mann die französische Hauptmacht auf und kämpfte in der Schlacht von Talavera (1809) auf Wellingtons linkem Flügel.
In der Folge wurde er Divisionskommandeur und erhielt den Oberbefehl über ein Korps zur Deckung des Landes zwischen Tajo und Guadiana. In der ersten Belagerung von Badajoz konnte er die Stadt erfolgreich gegen die französischen Truppen halten.  Nach weiteren erfolgreichen Gefechten wurde Contreras Generalkapitän von Galicien, stellte hier die Ordnung her und leitete die Verteidigung bei der Belagerung von Tarragona. Diesmal war die Verteidigung allerdings nicht erfolgreich und Contreras wurde gefangen genommen. Da er nicht zu Napoléon übertreten wollte, wurde er in das Schloss von Bouillon gebracht und dort gefangen gehalten. Im Oktober 1812 gelang ihm die Flucht und er entkam nach London, wo er einen Bericht über die Belagerung von Tarragona veröffentlichte, der 1825 auch in der Pariser Sammlung der Mémoires relatifs aux révolutlons de France et d'Espagne (Bd. 3) abgedruckt wurde. Im März 1814 kehrte Contreras mit Ferdinand VII. nach Spanien zurück, wo er aus dem Militärdienst ausschied und sich seinen Studien widmete. Er starb 1826 in Madrid.

## Schriften
- Compendio de los veinte libros de reflexiones militares.
- Sitio de Tarragona : lo que pasó entre los franceses el general Contreras que la defendió, sus observaciones sobre la Francia, y noticia del nuevo modo de defender las plazas.